# Flaga województwa małopolskiego
Flaga województwa małopolskiego – symbol województwa małopolskiego. Flaga przedstawia płat o proporcjach 5:8, na którym znajdują się trzy pasy poziome: biały, złoty i czerwony, z tym że pasy górny i dolny szerokości 2/5 każdy, a pas środkowy szerokości 1/5 płata.
Barwy flagi są odwzorowaniem kolorystyki herbu województwa małopolskiego. Zgodnie z zasadami heraldyki i weksylologii górny biały pas reprezentuje białego orła, środkowy złoty pas odzwierciedla złote elementy herbu (koronę, dziób, szpony, przepaskę), natomiast dolny – czerwone pole tarczy herbowej.